# Caricea brachialis
Caricea brachialis är en tvåvingeart som först beskrevs av Camillo Rondani 1877.  Caricea brachialis ingår i släktet Caricea och familjen husflugor. Inga underarter finns listade i Catalogue of Life.